# 鯛の唐蒸し
鯛の唐蒸し（たいのからむし）は、石川県金沢市の郷土料理。

## 概要
鯛の中に卯の花（おから）を詰め、蒸し揚げた加賀料理。卯の花には銀杏や人参、ゴボウ、しいたけ等を混ぜあわせる事が一般的である。かつては結婚式や祭礼などでは欠かせない料理として出されたが、今日では少なくなってきている。
なお、卯の花を詰める際に鯛は必ず背開きとなっているが、これは腹から切り開くことが切腹を連想させるため、好ましくないとされたからである。2匹の鯛を腹合せに並べて「にらみ鯛」や「鶴亀鯛」と呼ばれる。
中華料理に由来をもつ長崎の卓袱料理が、蘭学修養の加賀藩士を通じて伝来されたともいわれている。